# Asii
Asii, även skrivet Asioi, var en av de urindoeuropeiska stammar som nämns i romerska och grekiska källor såsom ansvariga för staten Baktriens fall cirka 140 f.Kr. Dessa stammar brukar identifieras som Skyter", "Saka" eller Tocharer.